# 佐賀の恵比須

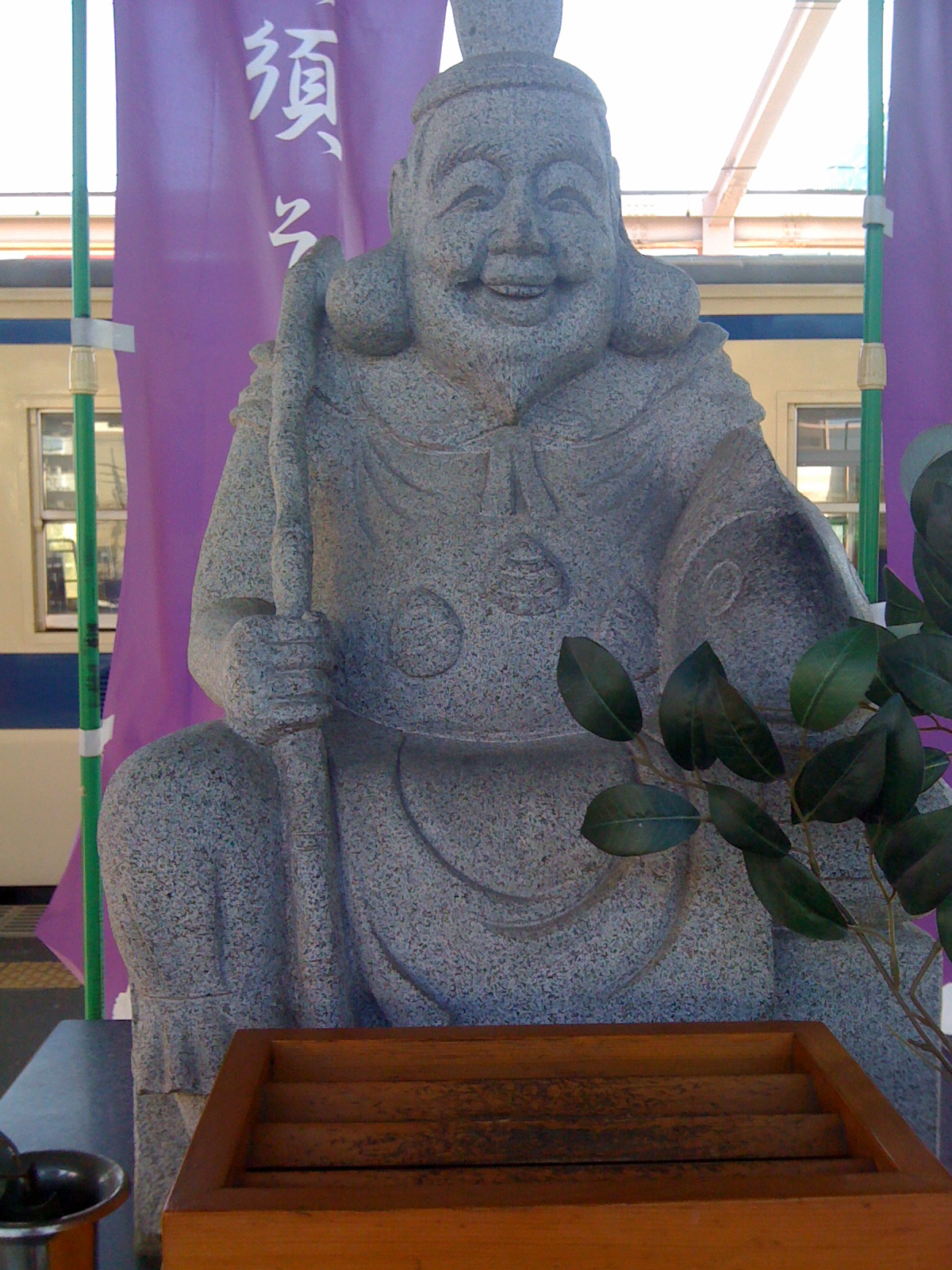
JR佐賀駅ホームにある旅立ち恵比須像

本稿では佐賀の恵比須（さがのえびす）について解説する。

## 恵比須について
えびすは日本古来の神で、七福神の一柱。恵比寿、恵美須、戎、エビスなどの表記がある。 詳細は「えびす」を参照。
佐賀市内の恵比須像は商売繁盛を願う人によって造られたことから、商家が並び宿場町があった長崎街道の道筋や、本庄川・佐賀江・城原川に面したかつての船着き場があった旧佐賀市内地区に特に多い。はじめ商業の盛んな地域や船着き場のある地域を中心に建立され、信仰が高まってほかの地域に広まったという見方もある。例えば、長崎街道沿いの伊勢町や八戸一丁目、今宿川沿いの材木二丁目では18世紀の銘がある像がみられ、水運で大正から昭和初期に栄えた蓮池町蒲東地区では大正時代の像が多くみられる。
佐賀市内の恵比須像は、個人宅の建物のそば、商家の店先や街角に鎮座し、その家や店、地域の人々に祀られているものが多いことも特徴。
1978年のアンケート調査によれば、信仰目的として、商売繁盛が22%と最も多く、他に鬼門または裏鬼門よけ、交通安全や小便よけなども挙げられた。またこの頃判明していた市内の恵比須像370体のうち、家屋などの敷地内にあるものは鬼門にあたる北東に鎮座するものが多いことも分かっていて、えびす信仰に後から鬼門などの考え方が合わさったと考えられている。
佐賀市内にあるもので記年が最も古い恵比須像は北川副町角町にある1669年（寛文9年）の文字恵比須である。この文字恵比須像は二代目佐賀藩主の鍋島光茂が建立したと伝えられている。
文字恵比須とは、恵比須様の彫刻ではなく、「西宮」などの文字が彫り込んである石塔のこと。
立体の恵比須像で記年が最も古いものとして『佐賀のエビス』（1978年）では、材木二丁目にある1690年（元禄3年）の双体えびす像を挙げている。ただし強い風化のため像容が不明瞭で、一般的な恵比須像の特徴をもつかどうか疑われる点もあることが付記されている。これを除けば、西与賀町相応津にある1724年（享保9年）の像が古く、西宮社にある1731年（享保16年）の像も古い。

## なぜ佐賀市に恵比須が多いのか
所説あり、次のような説が紹介されている。
- 初代佐賀藩主鍋島勝茂が摂州・西宮の戎神社（西宮神社）より分霊し、佐賀市北川副町の西宮社に祀ったことから、佐賀城下の商家を中心に広がった[10][3][11]。
- 文字恵比須像を二代目佐賀藩主の鍋島光茂が建立したと伝えられており、そこから住民に伝わった[10]。
- 長崎街道に多いことから、旅の安全祈願のために建立された[10][3]。
- 佐賀市南部にも多く、「海の神」とも言われることから、有明海の豊漁祈願と水難事故防止のために建立された[10][3]。

2011年（平成23年）には、いろいろな日本一を認定・掲載する日本記録のサイト「日本一ネット」により、同年1月11日時点で市内で775体の恵比須像が確認されたとして「恵比須の数日本一」に認定された。
2016年（平成28年）年時点では、佐賀市内には820体以上の恵比須像が存在しているといわれている。平成以降にも新たに建立されている。

## 主な祭礼
佐賀市の与賀神社境内にある佐賀恵比須神社では、毎年1月9日から10日にかけて「十日恵比須大祭」（初えびす大祭）が催行されている。1904年（明治37年）に有志が西宮神社から恵比須と大黒の神像を拝領し、毎月10日に例会を開いたのが起こりとされる。1924年に石祠を建立して以降1月10日に祭礼を行うようになり、1971年には佐賀恵比須神社を建立、商工業者の間で「佐賀恵比須会」をつくり現在のような初えびす大祭を行うようになった。
一般の商家では、正月と10月20日にえびす講を行っている。佐賀市材木町のえびす祭では、恵比須像の両側に笹を立て、しめ縄を飾り、神主が祝詞をあげている。
当初は共同で祀られたが、個人で祀るものが増加していったと考えられ、1978年頃に共同で祭礼を行っていたのは十数例であった。

## さまざまな恵比須
一般的な恵比須像は、右足を下ろして左足を曲げ（半跏）、右手に鯛を抱え左手は釣り竿を持つように握りしめているスタイルで、佐賀市でもその数が多い。しかし、このスタイルを脱し、鯛ではなく両膝に大福帳を開いて記入する姿の通称「大福帳えびす」、そろばんを置き弾く「そろばんえびす」、鯛を釣り上げる「釣り上げえびす」や背負う「鯛負いえびす」、鯛はもはや足元に転がっていて手を上げて踊る「踊りえびす」など、さまざまな特徴をもつ恵比須像もみられる。これらは商人の姿や生活を表したもので、設置者の意向が反映され自由なスタイルの恵比須像が現れたものと考えられ、平成以降も独自性の高い像が次々と現れている。
佐賀市内にはさまざまな恵比須像がある。以下は主な像の通称と設置場所を挙げたもの。
- 旅立ち恵比須（佐賀市駅前中央1丁目）
- ハンサムえびす（佐賀市白山1丁目4-35）
- 文字えびす
- 文字鯛恵比須（材木一丁目） - 文字の下方に鯛が陽刻された文字えびす。1822年（文政5年）造立[22][23]。
- ゆめこいえびす（佐賀市中央本町8-10）
- 大福帳えびす（佐賀市中央本町3-22）
- 女恵比須（佐賀市白山2丁目7-1）
- 夫婦えびす（佐賀市材木1丁目2）
- 左利きの恵比須（佐賀市松原4丁目通り小路）
- 鯛負いえびす（佐賀市伊勢町3-8）

文化財に指定されているもの
- 石造えびす坐像（佐賀市北川副町大字光法の西宮社） - 1731年（享保16年）造立で、佐賀県内でも古い石造えびす像のひとつ[24][25]。1969年2月11日に佐賀市の重要有形民俗文化財に指定されている[24]。製作者は不詳。波座を含めて高さ63 cmの石像で、方形の基壇に載る。法被を着て、左脇には鯛を抱え、右手は曲げて竿を握る仕草をしている。また、頭巾はよくみられるえびす像と形が異なる[24][25][26]。全体として誇張のない素直な作風の彫像と評される[25]。
- 石造恵比須半跏像（佐賀市西与賀町大字相応津[27]（相応下）） - 1724年（享保9年）造立で、年代の分かるものとしては佐賀市内最古級の石造えびす像のひとつ。1995年10月23日に佐賀市の重要有形民俗文化財に指定されている[24]。漁港、またかつて商港だった相応津にある。高さ58 cmで、こちらも左に鯛を抱え、右手に竿を握る。全体として保存状態がよい[24][28]。

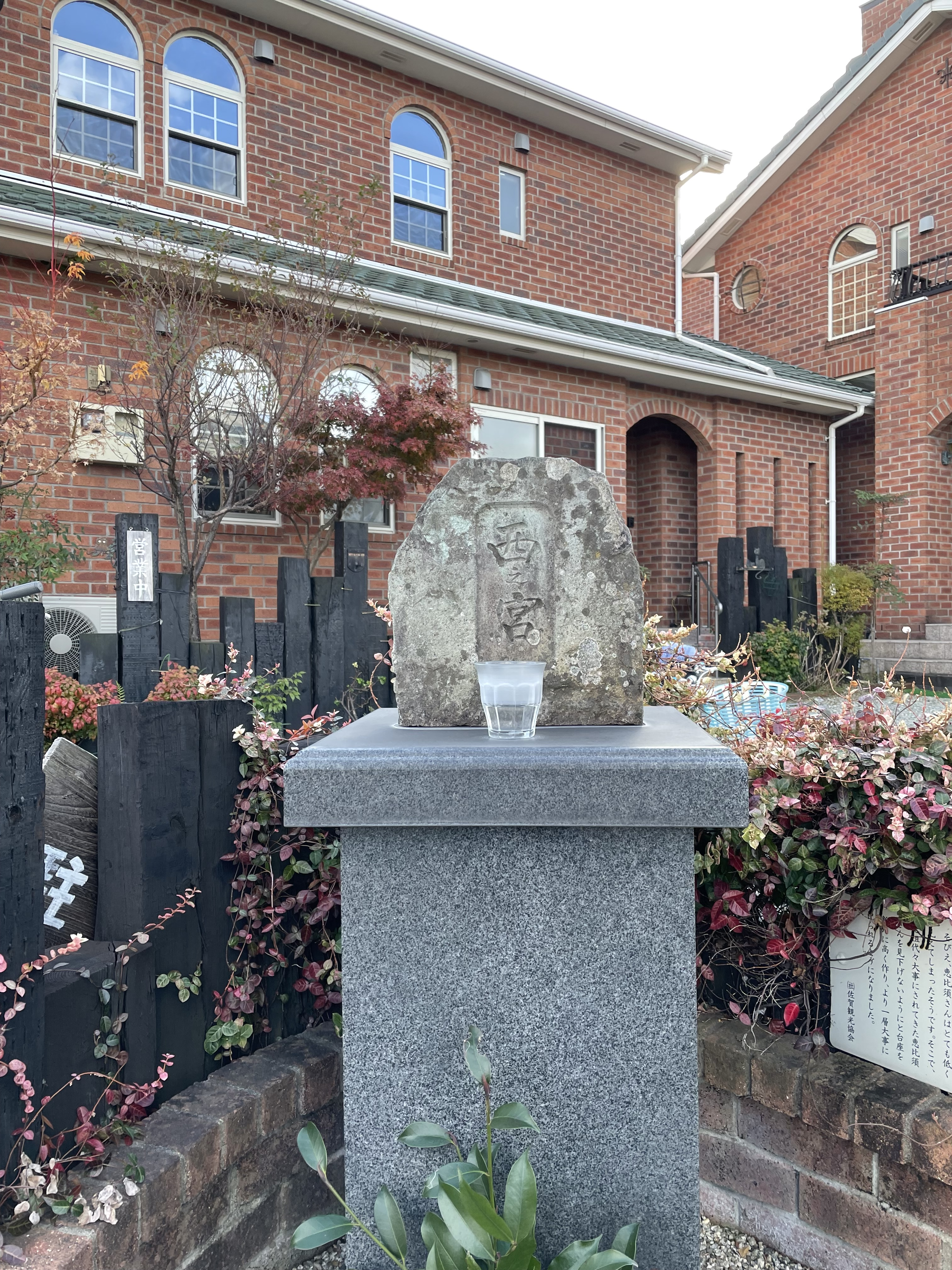
文字えびす
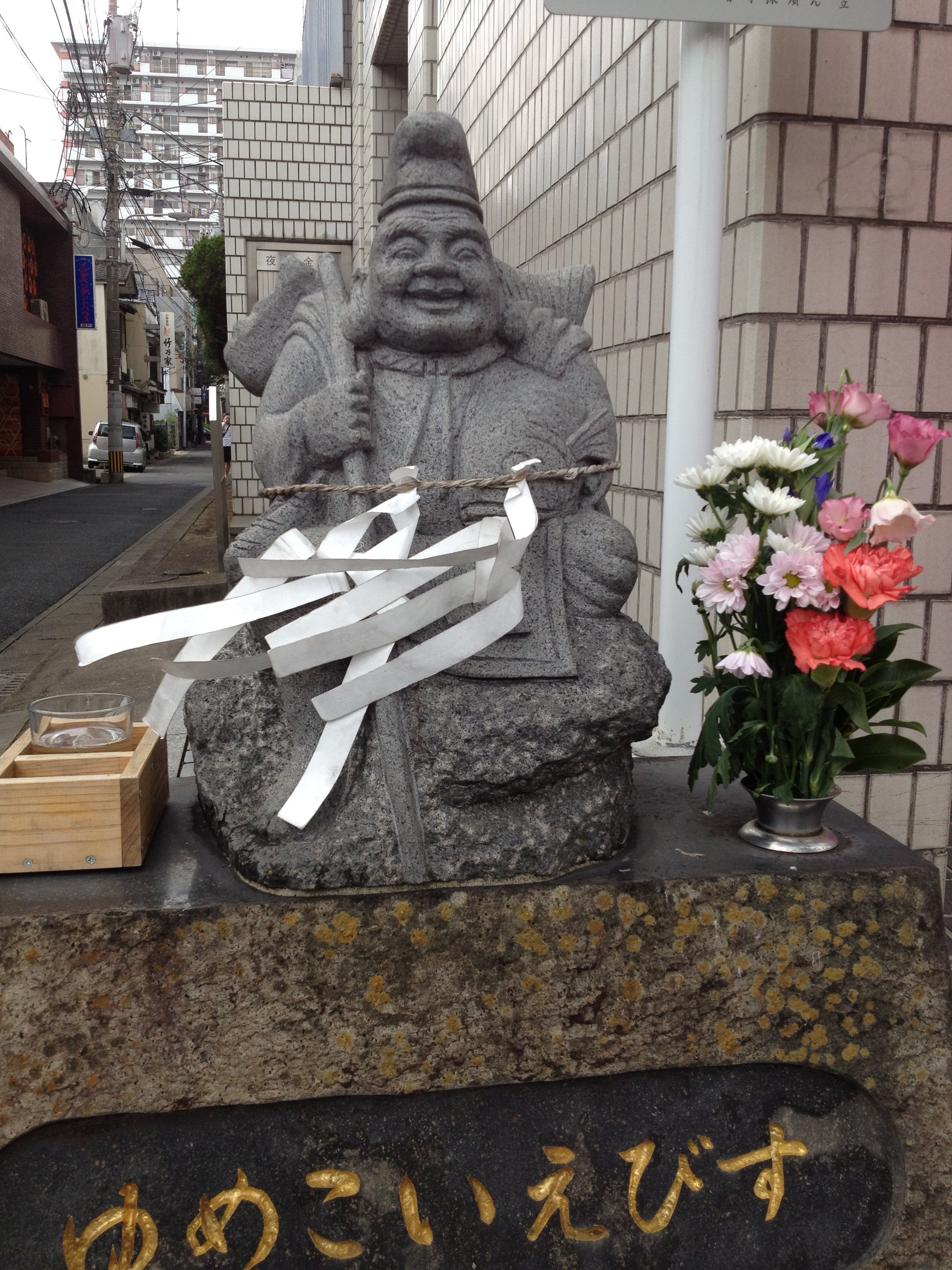
ゆめこいえびす
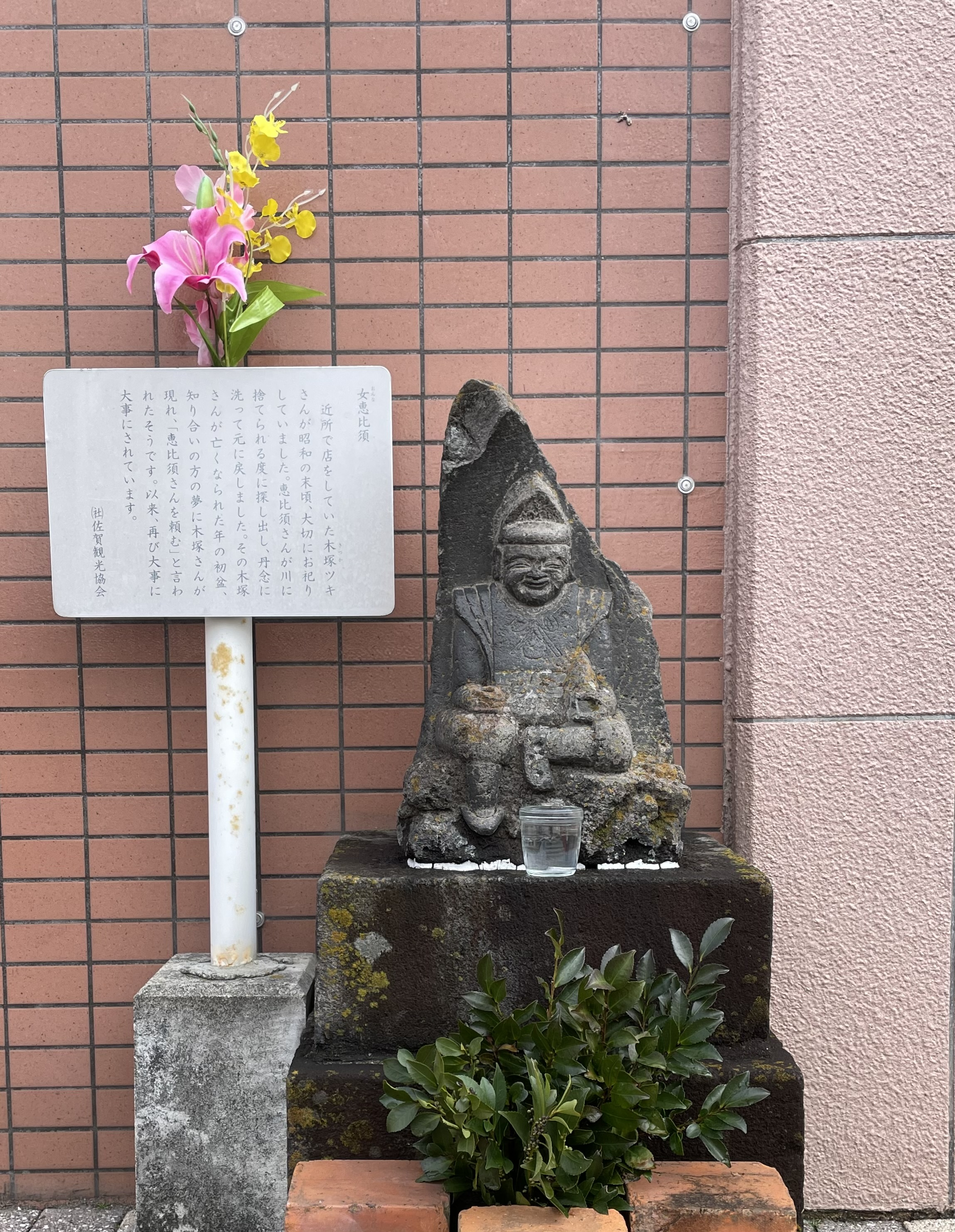
女恵比須
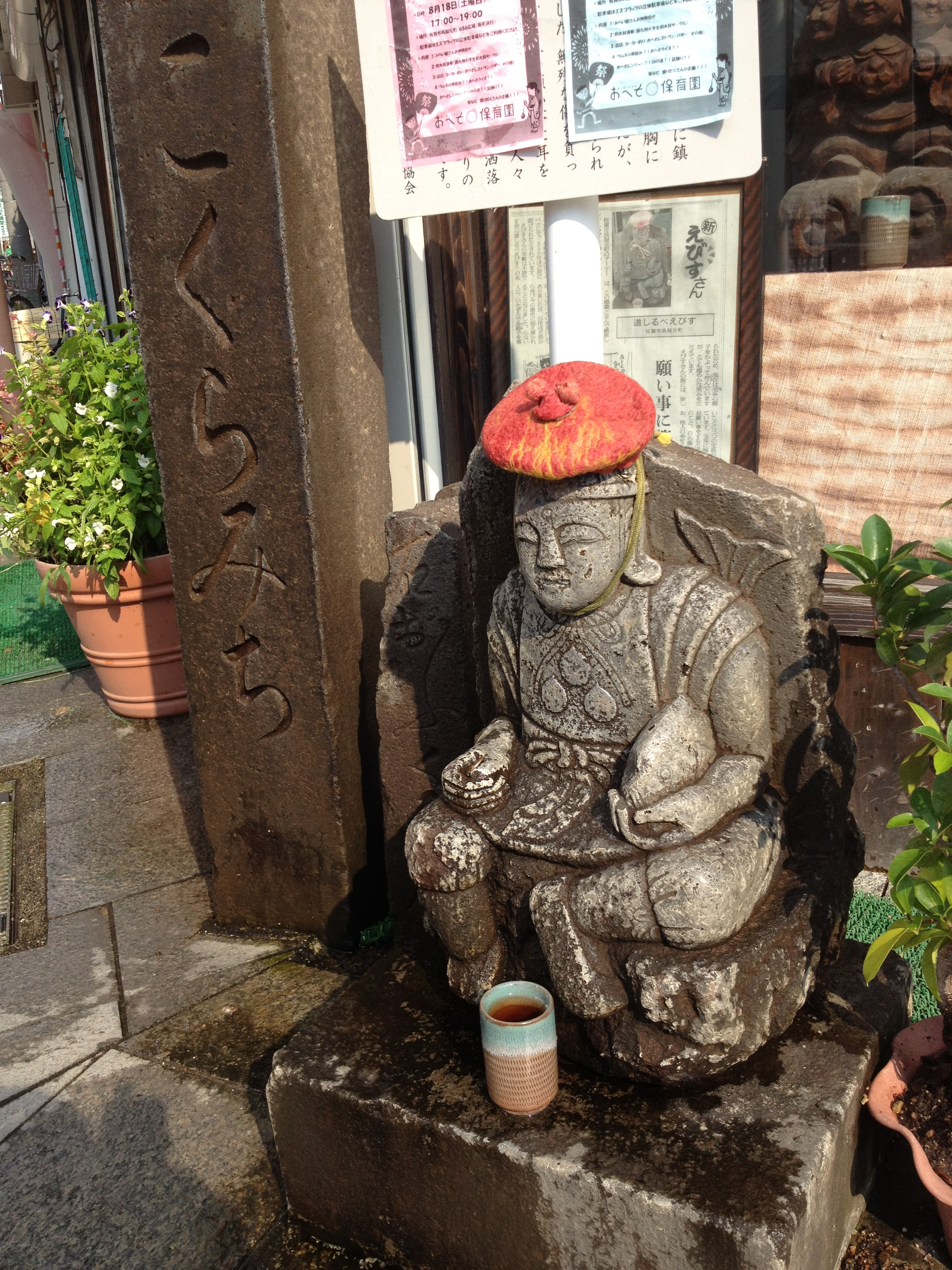
道しるべ恵比須（呉服元町）
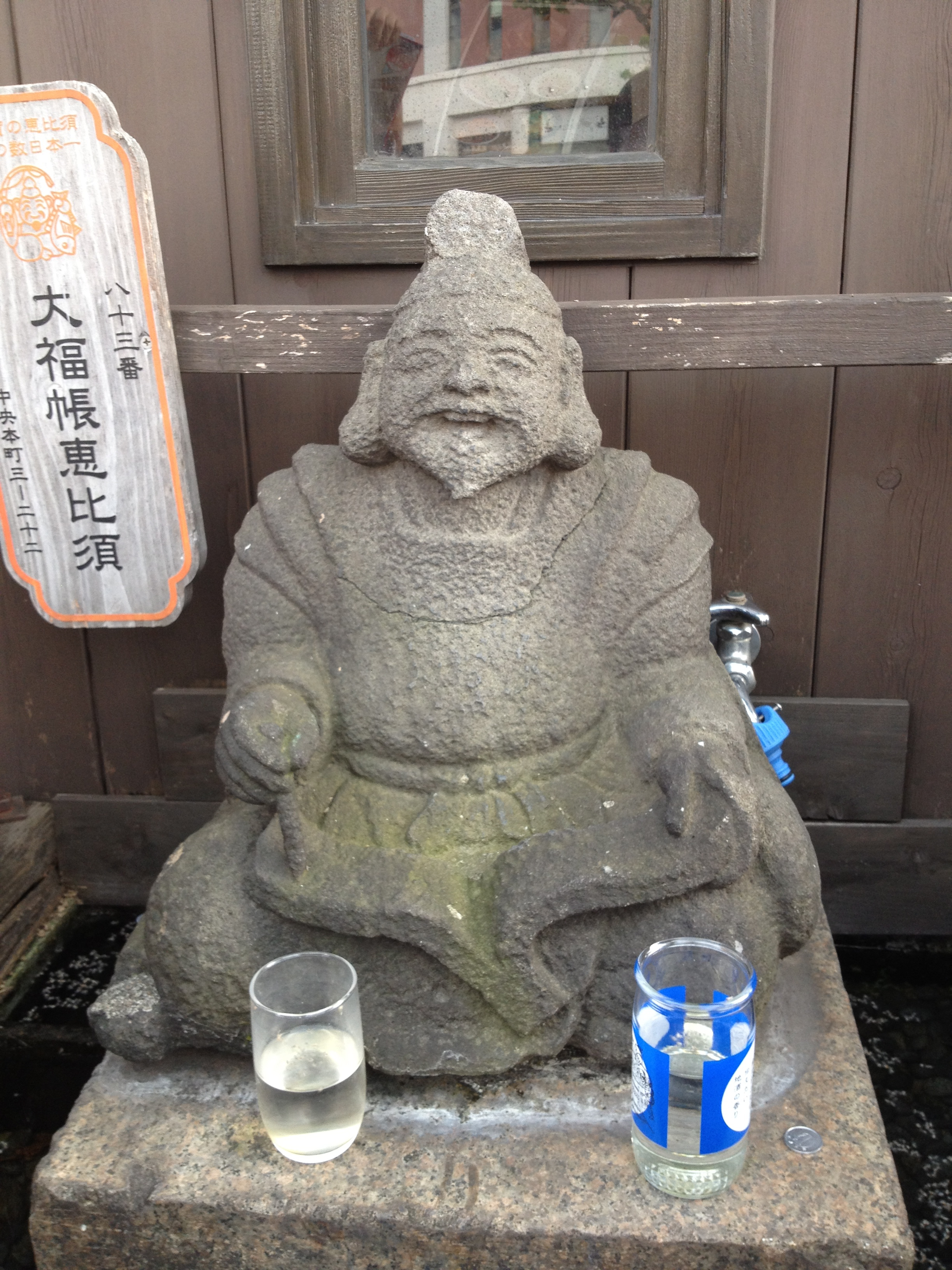
大福帳恵比須（中央本町）
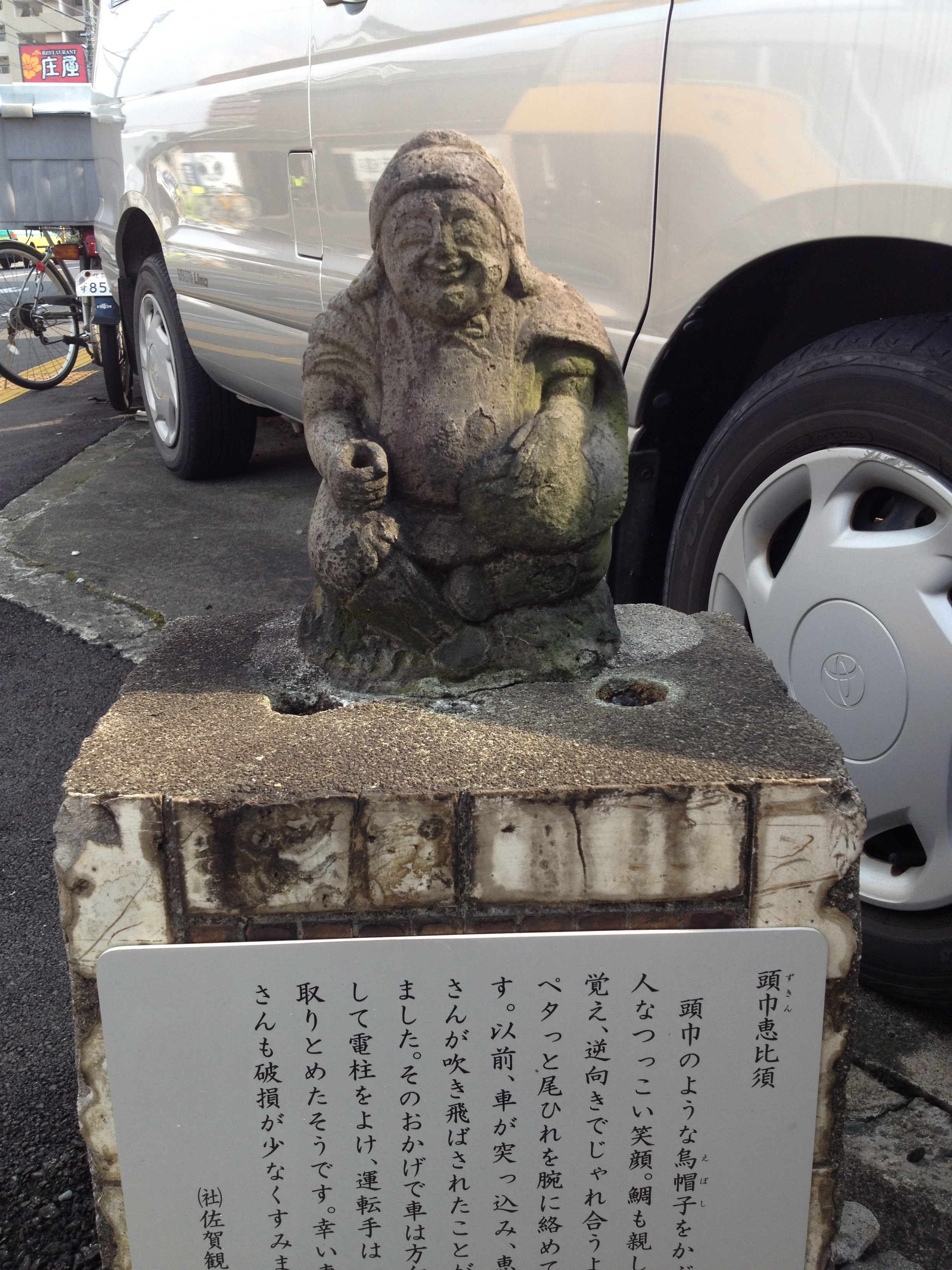
頭巾恵比須（松原三丁目）
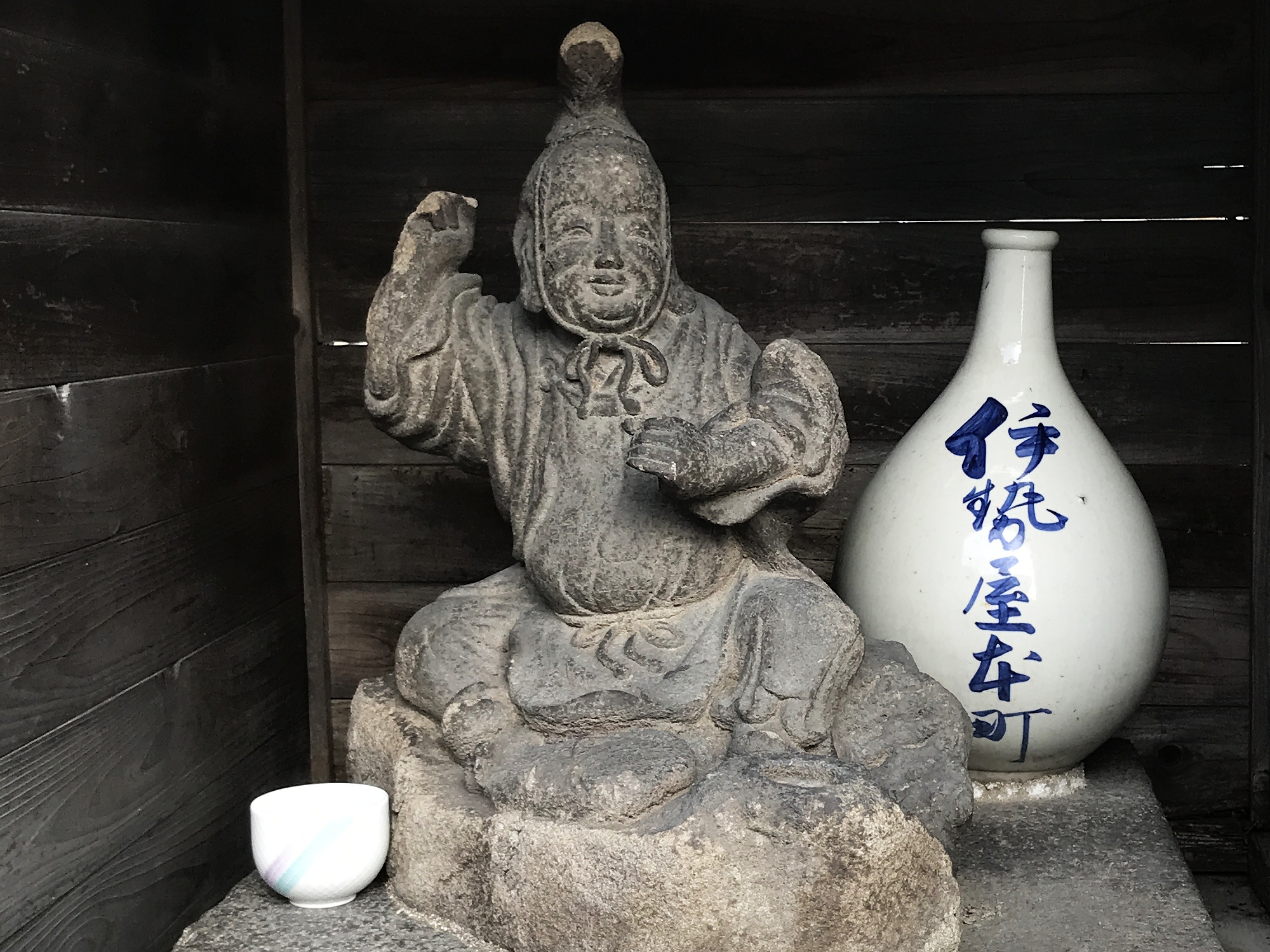
踊り恵比須（伊勢町）
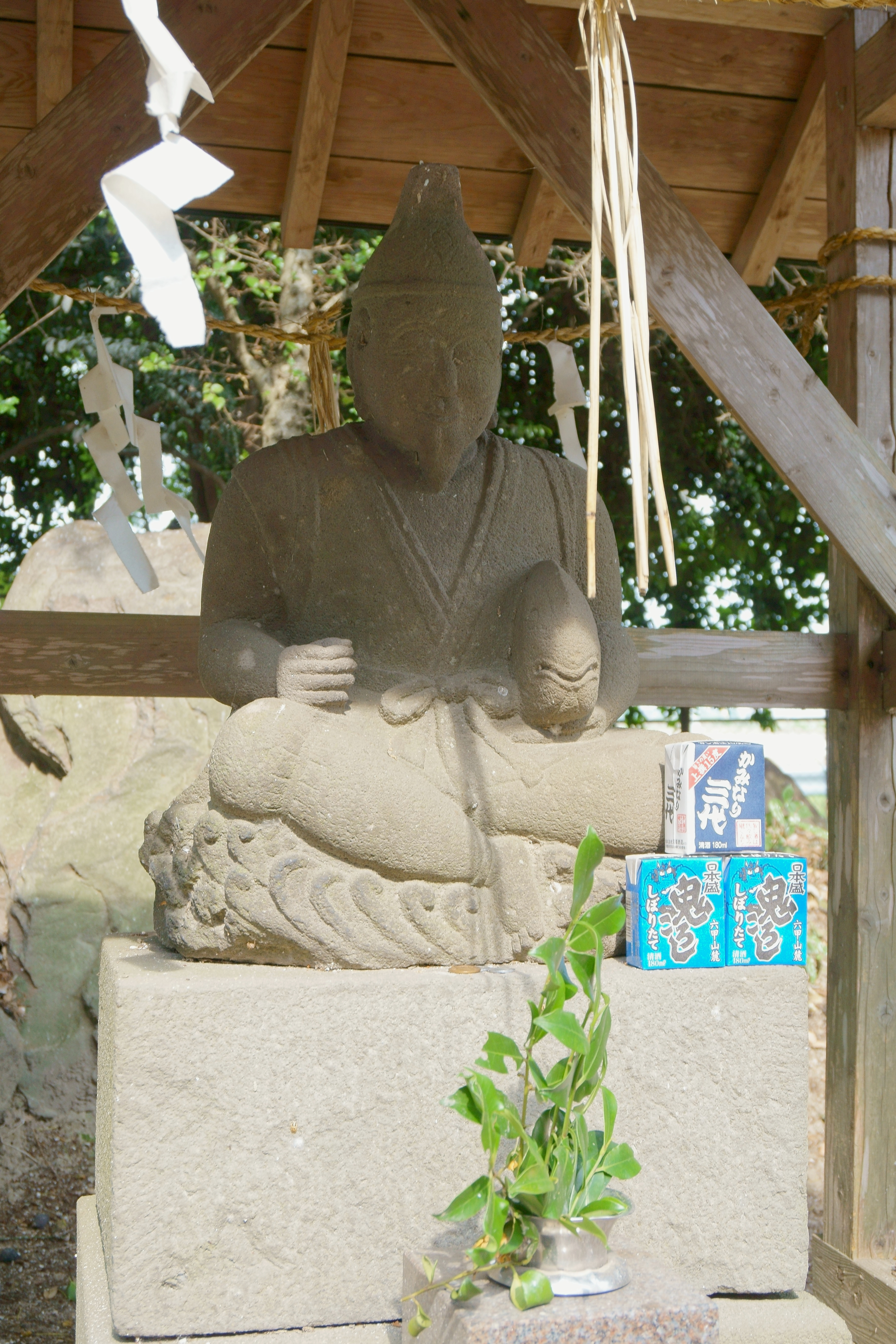
石造えびす坐像（西宮社）
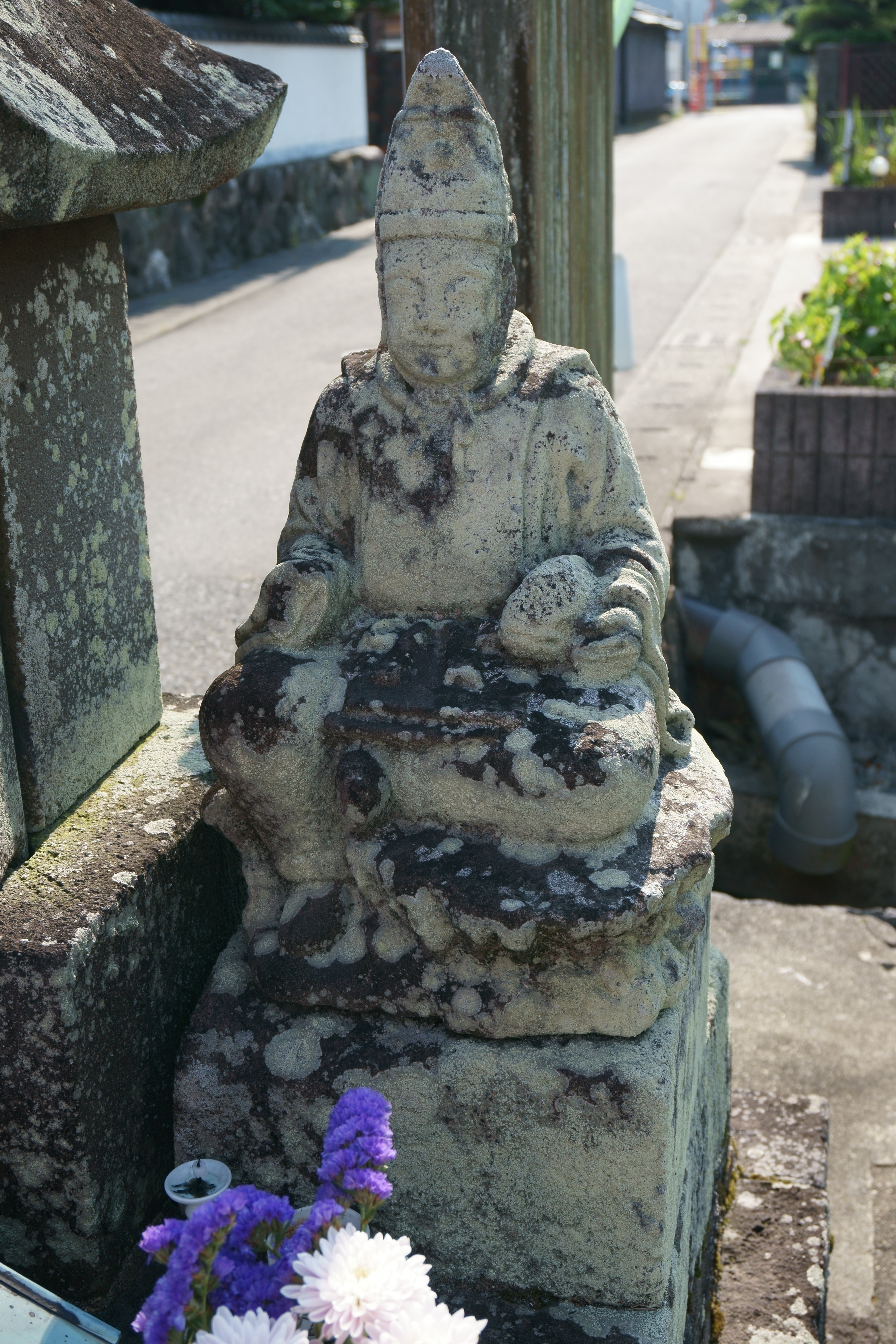
石造恵比須半跏像（西与賀町相応津）
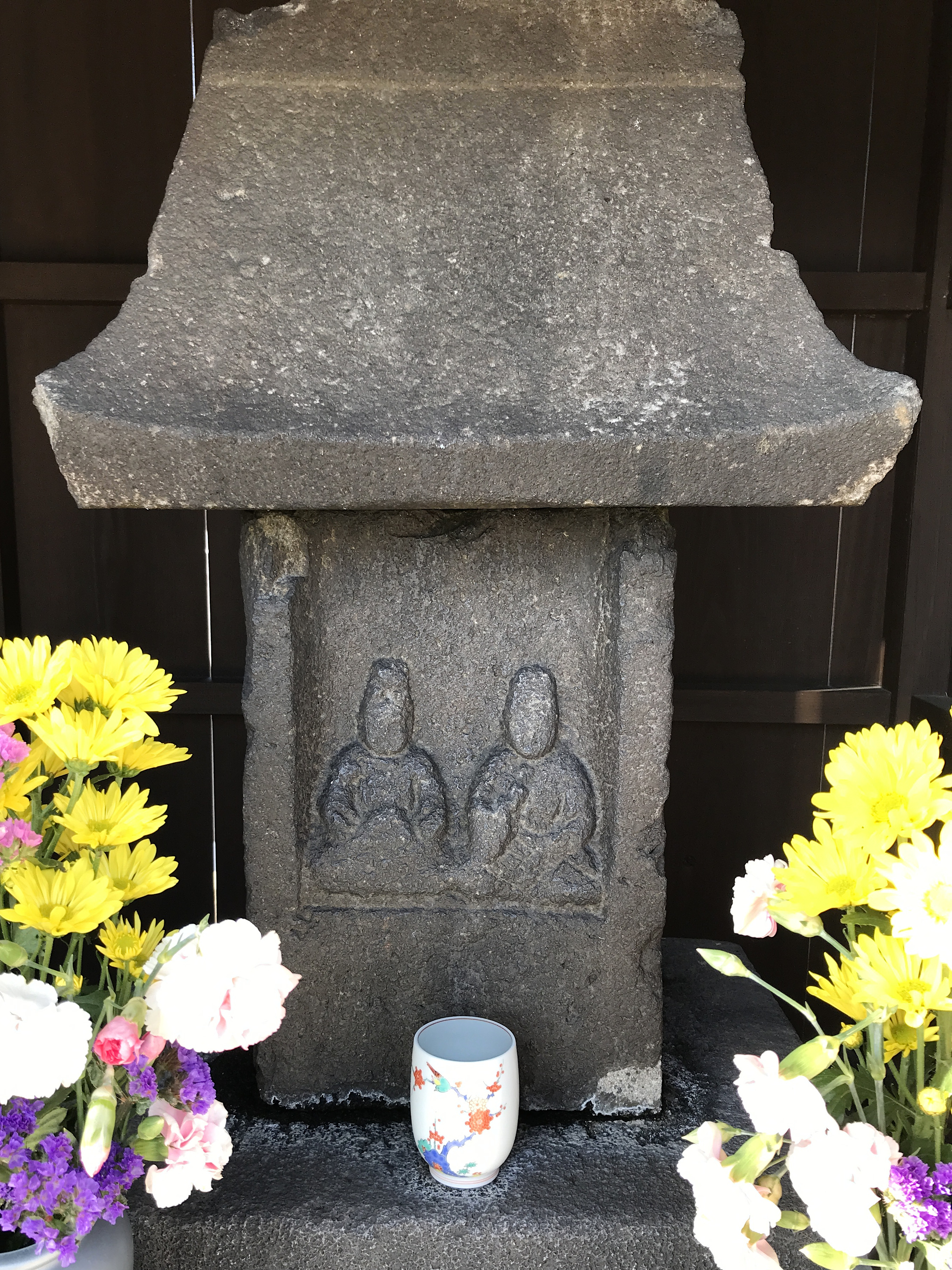
横目恵比須（双体えびす像、材木二丁目）
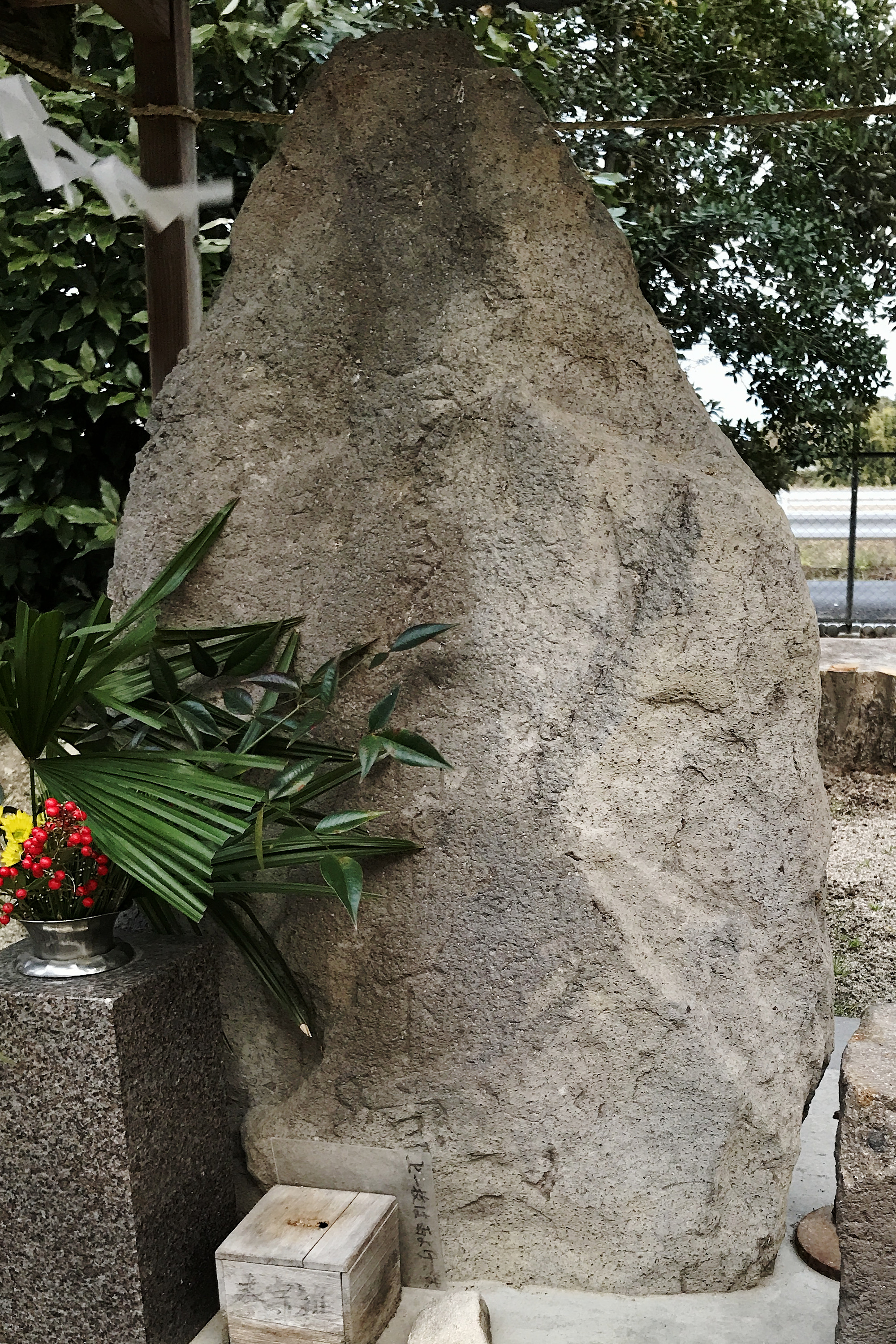
文字えびす（西宮社）
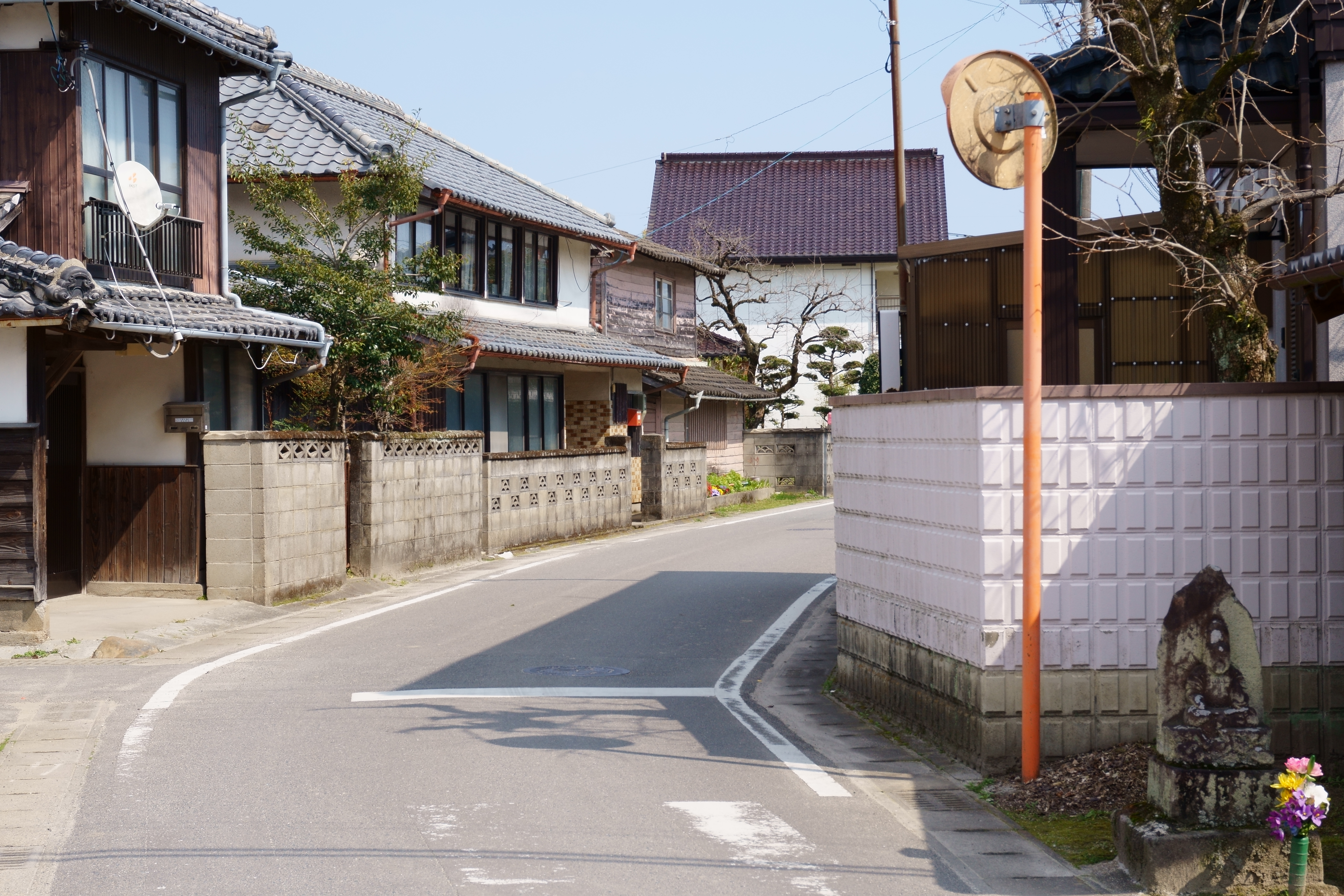
古い通りの辻にある恵比須像（鍋島町蛎久）

## 保存会などの団体 まちおこし活動
恵比須DEまちづくりネットワークは、観光客の恵比須ガイドツアーや、恵比須関連イベントの開催等、えびすさんを広めるPR活動を行っており、同団体は四国巡礼の八十八カ所にちなんで、中心市街地や空港などから八十八カ所を選定している。